# Гебоєнь
Гебоєнь, Гебоєні (рум. Gheboieni) — село у повіті Димбовіца в Румунії. Входить до складу комуни Тетерань.
Село розташоване на відстані 87 км на північний захід від Бухареста, 13 км на північний захід від Тирговіште, 139 км на північний схід від Крайови, 78 км на південь від Брашова.

## Населення
За даними перепису населення 2002 року у селі проживала 1571 особа, з них 1570 осіб (99,9%) румунів. Рідною мовою 1570 осіб (99,9%) назвали румунську.